# Article 32 de la Constitution belge
L'article 32 de la Constitution de la Belgique fait partie du titre II « Des Belges et de leurs droits ». Il est créé en 1993.
Son principe est de garantir la transparence de l'administration, en laissant à la charge des régions fédérés des éventuelles restrictions.

## Texte de l'article actuel
« Chacun a le droit de consulter chaque document administratif et de s'en faire remettre copie, sauf dans les cas et conditions fixés par la loi, le décret ou la règle visée à l'article 134.  »
— Article 32 de la Constitution
Pour appliquer l'article, il fut promulgué la loi du 11 avril 1994 relative à la publicité de l'administration et fut créée la commission d'accès aux documents administratifs.